# 71. sydlige breddekreds
Den 71. sydlige breddekreds (eller 71 grader sydlig bredde) er en breddekreds, der ligger 71 grader syd for ækvator. Den løber gennem Sydlige Ishav og Antarktis.